# Mark Johnson (productor)
Mark Johnson (Washington D. C., Estados Unidos, 27 de diciembre de 1945) es un productor estadounidense de cine y televisión.

## Biografía
Hijo de Emory Johnson y Dorothy King, nació el 27 de diciembre de 1945 en la ciudad estadounidense de Washington D. C. A principios de los años 1950, sus padres se divorciaron y Johnson se trasladó a España con su madre y sus dos hermanos. En 1964 regresó a Estados Unidos e ingresó en la Universidad de Virginia, donde obtuvo un Bachelor of Arts. Posteriormente acudió a la Universidad de Iowa y obtuvo una maestría en Artes.
En 1974 se mudó a Nueva York y comenzó a trabajar como asistente de dirección en anuncios comerciales para la televisión. En 1977 asistió al director Joe Camp en For the Love of Benji y durante los tres años siguientes ejerció la misma función en otras películas como High Anxiety (1977), The Brink's Job (1978) y Escape from Alcatraz (1979). Su debut como productor se produjo en 1982, con Diner. Desde entonces ha producido numerosas películas, como Young Sherlock Holmes (1985), Rain Man (1988), por la que ganó un premio Óscar a la mejor película, Bugsy (1991), también nominada al Óscar, Donnie Brasco (1997) y las adaptaciones de la saga literaria de Narnia (2005, 2008 y 2010). En televisión produjo varios telefilmes y series de televisión, como El guardián (2001-2004) y Breaking Bad (2008-2013). En 2015 produjo la película de suspense Secret in their eyes con las estrellas Julia Roberts, Nicole Kidman y Chiwetel Ejiofor como protagonistas principales.

## Premios y distinciones
Premios Óscar
| Año  | Categoría      | Película          | Resultado |
| ---- | -------------- | ----------------- | --------- |
| 1989 | Mejor película | Rain Man          | Ganador   |
| 1992 | Mejor película | Bugsy             | Nominado  |
| 2024 | Mejor película | Los que se quedan | Nominado  |